# Демидов, Василий Львович
Василий Львович Демидов (июль 1769 — 13 августа 1861 или 1862) — капитан-лейтенант (1802), участник русско-шведской войны 1788-90, русско-турецкой войны 1787-91.

## Биография
Родился в июле 1769 года в семье титулярного советника Льва Прокопьевича Демидова (1738—1801) и Авдотьи Васильевны (урождённой Молчановой).
Был определён в Морской шляхетный кадетский корпус, по окончании которого выпущен в мичманы 1789 года, произведён в лейтенанты 1791.
Начал службу на Балтийском флоте в 1787—1788 под командой адмирала С. К. Грейга, на корабле Твердом 6 июля 1788 года участвовал в Гогландском сражении против шведского флота.
В 1789 году перешёл на службу в черноморский флот под команду генерал-адъютанта Д. Н. Сенявина и под командой контр-адмирала Ф. Ф. Ушакова на корабле «Навархия», 31 июля 1791 участвовал в генеральном сражении против турецкого флота (Сражение при Калиакрии), также участвовал в сражениях с турецким флотом в 1793, в 1794, в 1796 и в 1797 годах. В 1797 году по болезни подал прошение от увольнении от службы и получил отставку в 27 октября 1797 года. 17 января 1802 года будучи в отставке именным Высочайшим указом ЕИВ пожалован в чин флота капитан-лейтенанта.
После выхода в отставку поселился в своем имении в селе Быковка, Васильского уезда, Нижегородской губернии, и посвятил себя общественным делам уезда и сельскому хозяйству. Увлеченный либеральными веяниями первых лет царствования императора Александра I, Демидов особенное внимание обратил на улучшение быта крестьян. Глубоко веруя в необходимость освобождения крестьян с землею и имея с лишком тысячу душ, он образовал особый капитал, посредством которого крестьяне, еще при жизни его, выкупили весь свой надел. Для своих крепостных крестьян он основал запасные хлебные магазины, упорядочил среди них отправление рекрутской повинности, организовал пожарную часть и пр.
Умер 13 августа 1861 года, дожив до желанного им дня освобождения крестьян.

## Семья
У Василия Львовича было пять братьев, из которых Платон Львович служил во флоте, в 1802 во время катанья утонул в Неве под Петербургом, Петр Львович во время Отечественной войны был майором в Демидовском полку, содержавшемся на средства Николая Никитича Демидова, а младший — Лавр Львович, жил в Москве на краю города близ Сокольников, был большим любителем лошадей и удивлял москвичей своими чудачествами.
Жена — Леонилла Ивановна Иванова, от этого брака имел одиннадцать детей. Дочери Екатерина, Прасковья, Мария и сын Александр были рождены до брака. Ещё семеро сыновей родились после 1812 года. Четверо из них умерли в младенчестве. Трое — Павел, Аркадий и Николай Васильевичи — росли в Быковке, где получили прекрасное домашнее образование, а затем поступили в Императорский Институт Корпуса инженеров путей сообщения, закончили его с отличием, а по окончании в разное время служили в госучреждениях Нижегородской губернии. Но даже будучи занятыми на службе, все дети старались приезжать в Быковку как можно чаще. Здесь, как считали все без исключения дети Василия Львовича, находилась «…столица ветви рода Демидовых, берущая начало от Прокофия Акинфиевича».